# (34542) 2000 SC228
2000 SC228 (asteroide 34542) é um asteroide da cintura principal. Possui uma excentricidade de 0.07418860 e uma inclinação de 10.14584º.
Este asteroide foi descoberto no dia 28 de setembro de 2000 por LINEAR em Socorro.